# Blephariglottis andrewsii
Blephariglottis andrewsii là một loài thực vật có hoa trong họ Lan. Loài này được (White ex Niles) W.J. Schrenk mô tả khoa học đầu tiên năm 1976.